# Trauerbock
Der Trauerbock (Morimus asper funereus) ist ein Käfer aus der Familie der Bockkäfer und der Unterfamilie Lamiinae. Traditionell wird der Trauerbock als Art Morimus funereus betrachtet, nach neuerer Sichtweise wird er als Unterart Morimus asper funereus der Art Morimus asper eingestuft. Der mächtige Käfer ähnelt einer übergroßen Herophila tristis.

## Bemerkungen zum Namen und Systematik
Als Erstbeschreibung des hier als Unterart betrachteten Taxons gilt die Beschreibung von Mulsant  1862/1863. Mulsant ordnet den Käfer als Art in die bereits existierenden Gattung Morimus unter dem Namen Morimus funereus ein. Mulsant selbst gibt aber Lamia tristis Fabr. und Morimus tristis Muls. als ältere Synonyme an. Es ist anzunehmen, dass für den markanten Käfer auch Beschreibungen existieren, die vor Anwendung der Binominalen Nomenklatur liegen. Der Artname asper (lat.) bedeutet ‚rau‘ und bezieht sich auf die Oberflächenbeschaffenheit des Außenskeletts. Der deutsche Name „Trauerbock“ ergibt sich aus der Übersetzung des lateinischen funereus womit zum Leichenbegängnis gehörige Dinge bezeichnet werden.
Der Gattungsname Morimus  ist von altgr. μόριμος, mórimos ‚zum Tode bestimmt‘  abgeleitet. Die Gattung wird in Europa entsprechend der Einteilung als Art oder Unterart durch zwei oder drei Arten, weltweit durch etwa zwölf Arten repräsentiert.

## Merkmale des Käfers
Der stattliche Käfer erreicht eine Körperlänge von 20 bis 38 Millimeter. Alle Körperteile sind robust und stark sklerotisiert. Der Körper ist länglich oval und schwarz, erscheint aber wegen der  sehr kurzen grauweißen Behaarung (Tomentierung) silbergrau. Die Fühler sind vor allem beim Männchen, bei dem sie die Körperlänge deutlich überragen, imposant (Abb. 3).
Der Kopf ist orthogonal zur Körperachse nach unten geneigt. Die Mundwerkzeuge zeigen senkrecht nach unten, das letzte Glied der Kiefertaster ist spindelförmig zugespitzt und nicht schräg abgestutzt. Das erste Fühlerglied ist vor dem Ende mit einer sichelförmigen Leiste versehen, von der aus – nach innen zur Einlenkung des 2. Fühlerglieder hin – das erste Fühlerglied eben abgeflacht verläuft (Abb. 6 und Abb. 5). Bei der ähnlich gezeichneten Herophila tristis, die auch eine sichelförmige Leiste auf dem 1. Fühlerglied besitzt, ist das 1. Fühlerglied länger als das dritte, beim Trauerbock dagegen das dritte Fühlerglied deutlich länger als das erste (Abb. 5). Das zweite Fühlerglied ist wie bei den meisten Bockkäfern kurz. Die restlichen der 11 Fühlerglieder verjüngen sich nach außen zunehmend. Beim Weibchen erreichen die Fühler das Körperende knapp, beim Männchen können sie das eineinhalb-fache der Körperlänge erreichen. Sie sind damit deutlich länger als bei Herophila tristis. Die nierenförmigen Facettenaugen umfassen die Fühlerbasis von hinten derart, dass auf der Stirn der Abstand der Basen der beiden Fühler zueinander größer ist als der Abstand der Innenränder der Augen (im Taxobild erkennbar).
Der Halsschild ist etwa auf halber Länge seitlich zu einem kräftigen, stumpfen Höcker ausgezogen. Er ist gerunzelt und ohne diesen Höcker etwa gleich lang wie breit, etwas schmaler als der Kopf und schmaler als die Flügeldecken.
Die Flügeldecken sind  miteinander verwachsen. Am Hinterende sind sie gemeinsam oval verrundet. Jede Flügeldecke trägt zwei samtschwarze Flecke, der vordere etwas kleiner und vor der Mitte, der zweite etwas breiter im letzten Drittel gelegen. Die Zeichnung kann jedoch variieren, gelegentlich sind noch weitere kleine Flecke vorhanden. Mit Ausnahme der schwarzen Flecke sind die Flügeldecken grob gekörnt, die Körner sind bei genauer Betrachtung schon mit bloßem Auge als schwarze Punkte erkennbar. Bei den schwarzen Flecken fehlt diese Körnung (Abb. 7).
Die Beine sind sehr robust. Der Vorderschenkel hat auf der Unterseite eine flache Längsrinne, die nahe dem Tarsus schräg nach außen verläuft (Abb. 8). Die fünfgliedrigen Tarsen erscheinen viergliedrig (pseudotetramer), da das vierte Glied sehr klein und zwischen den Lappen des dritten Gliedes versteckt ist. Die Vorderschienen weisen auf der Innenseite eine schräge Längsfurche auf (Abb. 8).
| Bild 1: Seitenansicht Bild 2: Vorderansicht Bild 3: Männchen von vorn Bild 4: Unterseite | Bild 5: Fühlerglieder eins bis drei schwarz: Längen 1 1., 3 3. Glied Bild 6: Erstes Fühlerglied Sichelförmige Leiste Bild 7: Ausschnitt Flügeldecke Körnung Bild 8: Vorderschiene von unten gelb: erstes Tarsenglied dunkler: schräge Längsrinne |

## Biologie
Die wärmeliebende Art ist vor allem in lichten Laub- und  Mischwäldern zu finden, oft auf frisch gefälltem Holz oder auf Baumstümpfen. Der adulte Käfer erscheint im Mai und Juni. Er ist nachtaktiv, aber bereits gegen Abend anzutreffen und verharrt auch gelegentlich tagsüber offen an den Brutbäumen.
Die Larve entwickelt sich im Stamm oder in Stubben von alten Bäumen, hauptsächlich Buchen und Eichen. Das Holz darf nicht zu trocken und nicht entrindet sein. Für die Entwicklung braucht die Larve mehrere Jahre. Die Art kann entsprechend verschleppt werden und Einzelfunde können deswegen in der Regel nicht als Beweis dafür genommen werden, dass der Käfer im Fundgebiet heimisch ist.

## Verbreitung
Das Verbreitungsgebiet zieht sich in Südeuropa von Italien bis Griechenland, nach Norden verläuft die Verbreitungsgrenze durch Österreich, Tschechien, Slowakei, Ungarn, und Rumänien.